# Paullinia riodocensis
Paullinia riodocensis är en kinesträdsväxtart som beskrevs av G.V. Somner. Paullinia riodocensis ingår i släktet Paullinia och familjen kinesträdsväxter. Inga underarter finns listade i Catalogue of Life.